# Leitfaden (Schauspiel)
Leitfaden ist das einzige Schauspiel des deutschen Künstlers Max Ernst.
1964 entstanden, 34 Jahre nach dem Auftritt von Ernst als Räuberhauptmann in dem Film Das goldene Zeitalter, präsentiert es sich als surrealistische und zugleich dadaistische sprachliche Collage von etwa 20 Schreibmaschinenseiten. Erschienen ist es 1965 in der Publikation Histoire naturelle, die von der Kölner Galerie Der Spiegel in einer Auflage von lediglich 700 Exemplaren herausgegeben wurde.
Zwar ist das Stück mehrstimmig angelegt – zu den auftretenden Figuren gehören ein Naturforscher, der Vogelobre Hornebom, Paul Éluard und der Mönch von Heisterbach – es gibt aber keine erkennbare dramatische Handlung. Vorwiegend assoziativ stellt Max Ernst im Leitfaden natur- und kunstphilosophische Betrachtungen nebeneinander, immer wieder in ironischer Brechung, wie beispielsweise in der Regieanweisung: „Der Mönch von Heisterbach stirbt, doch da ihm noch vieles zu knuspern bleibt, so knuspert er ruhig weiter. Und wenn er noch nicht gestorben ist, so knuspert er heute noch auf hebräisch, griechisch und germanisch.“
Das Kleine Theater Brühl führte das Stück im Jahre 2000, anlässlich der Verleihung des
Max-Ernst-Stipendiums, als Hörstück auf.